# Плес (Швабија)
Плес (њем. Pleß) општина је у њемачкој савезној држави Баварска. Једно је од 52 општинска средишта округа Унтералгој. Према процјени из 2010. у општини је живјело 846 становника. Посједује регионалну шифру (AGS) 9778188.

## Географски и демографски подаци
Плес се налази у савезној држави Баварска у округу Унтералгој. Општина се налази на надморској висини од 558 метара. Површина општине износи 15,4 km². У самом мјесту је, према процјени из 2010. године, живјело 846 становника. Просјечна густина становништва износи 55 становника/km².